# 74 aC
L'any 74 aC va ser un any del calendari romà prejulià. En aquell temps, era conegut com a any del consolat de Cota i Lucul·le (o, més rarament, any 680 ab urbe condita o de la fundació de la ciutat). L'ús del nom «74 aC» per referir-se a aquest any es remunta a l'alta edat mitjana, quan el sistema Anno Domini va ser el mètode de numeració dels anys més comú a Europa.

## Esdeveniments

### Regne del Pont
- Els cònsols Licini i Cota marxen al Regne del Pont per combatre contra Mitridates VI Eupàtor. Lucul·le, amb una legió, n'incorpora quatre més a Àsia, les antigues forces de Flavi Fímbria. Reuneix trenta mil infants i 2500 cavallers. Mentrestant Mitridates ha envaït Bitínia amb 150.000 homes, derrota a Cota per terra i mar i el bloqueja a Calcedònia. Lucul·le es dirigeix a Galàcia, però al passar a Frígia l'atura un destacament de Mitridates dirigit pel romà exiliat Marc Vari. L'aparició d'un meteor impedeix l'enfrontament.[2]

### República Romana
- Marc Aureli Cota i Luci Licini Lucul·le són elegits cònsols.[3]
- Lucul·le s'oposa als intents de Luci Quinti, tribú de la plebs, d'abolir les lleis constitucionals de Sul·la.[3] Segons Ciceró, Luci Quinti dirigia bé les assemblees públiques.[4]
- Quint Opimi, tribú de la plebs l'any anterior (75 aC), és portat a judici davant Verres, que llavors és pretor, acusat d'haver actuat en contra de la Lex Cornelia tribunicia, però en realitat per haver-se oposat als desitjos d'alguns nobles. Verres el condemna i li confisca les seves propietats.[5]
- Marc Antoni Crètic obté, per influència de Publi Corneli Ceteg i del cònsol Marc Aureli Cota, el comandament de la flota del Mediterrani per lluitar contra els pirates cilicis.[6]

### Hispània
- En el marc de la guerra de Sertori, Quint Cecili Metel Pius i Pompeu Magne, que havien rebut el reforç de dues legions, marxen cap al centre d'Hispània i lluiten contra els celtibers i els vacceus. Pompeu es veu obligat, pels atacs de Sertori a aixecar el setge de Pallantia, però pren Cauca, i Metell assegura Bílbilis i Segòbriga. Al final del període assetgen tots dos junt Calagurris, però sense èxit.[7]

## Necrològiques
- Nicomedes IV Filopàtor, rei de Bitínia, mor sense descendència. Deixa el seu regne al poble de Roma.[8]
- Emperador Zhao de Han.[9]